# L'Amour absolu
L'Amour absolu est un roman d'Alfred Jarry, publié en 1899 — an 26 E.P.
Ce roman témoigne de la vie d'Emmanuel Dieu, prisonnier, lors des commencements, d'une cellule de l'une des ailes du synoptique en forme d'étoile de pierre de la Prison de la Santé. Sous le bulbe incandescent qui occupe son plafond, Emmanuel Dieu vit et pense sa vie sur un mode qui annonce des décennies à l'avance la très anti-'pataphysique, théorie dite de la psychanalyse de monsieur Sigismond Freud, communément dit Sigmund — et beaucoup d'autres choses.
Autoédité par Jarry lui-même, mais avec l'aide du Mercure de France, tiré à 50 exemplaires sous la forme d'un fac-similé reproduisant le manuscrit, en un multiple que l'auteur vendit à ses amis, l'ouvrage fut reçu notamment par Rachilde en ces termes : « Ce dernier livre [est] complètement fermé aux humbles mortels, […] heureusement d’un prix inabordable pour les cerveaux faibles et cependant il détient, comme sous vitrines des bijoux phalliques, des choses d’une précision exquise : « Le sexe de la femme est l’œillère d’un masque ». »

## Quelques éditions
- L'Amour absolu, Paris, Marcel Seheur, 1932.
- L'Amour absolu, Paris, Fayard, collection Mille et une nuits, 2001.
- L'Amour absolu, illustré par Julio Silva, Saint-Clément-de-Rivière, Fata Morgana, 2012.